# Vlkas
Vlkas, do roku 1948 Valkáz, (maďarsky Valkház) je obec na Slovensku v okrese Nové Zámky.

## Historie
Na území obce se nacházejí sídliště neolitické lengyelské kultury, kultury s kanelovanou keramikou, maďarské kultury, starší doby bronzové, doby laténské, slovanská sídliště z 9. století a zaniklá středověká osada z 11.-12. století. V obci byl nalezen kosterní hrob z období stěhování národů.
První písemné zmínky o obci pocházejí z roku 1231, kde se obec vzpomíná pod jménem Villa Wolcaz jako majetek zeměpánů ze sousední obce Fyus (Trávnica). Během turecké okupace v roce 1608 byla obec poplatná Turkům i císaři. Do roku 1918 bylo území obce součástí Uherska. V důsledku první vídeňské arbitráže bylo v letech 1938 až 1945 součástí Maďarska.

## Církevní stavby
- Římskokatolický kostel sv. Jana Křtitele, jednolodní původně barokní stavba z roku 1722 [3]
- Reformovaný kostel z let 1900-1910[4]